# Eukiefferiella heveli
Eukiefferiella heveli är en tvåvingeart som beskrevs av James E. Sublette och Wirth 1980. Eukiefferiella heveli ingår i släktet Eukiefferiella och familjen fjädermyggor. Inga underarter finns listade i Catalogue of Life.